# USS Katahdin (1893)
L’USS Katahdin est un navire bélier en service dans l’United States Navy de 1893 à 1909. Déjà obsolète à sa mise en service en 1898 et dans l’ensemble peu performant, il a servi pendant la guerre hispano-américaine mais n’a jamais été employé au combat. Après son retrait du service il a été utilisé comme cible d’entraînement et coulé en 1909.

## Historique
Au XIXe siècle, l’usage de l’éperon revient à la mode dans les marines de guerre. Au cours de la guerre de Sécession, la marine confédérée construit plusieurs navires dont l’éperon constitue le principal armement. En dépit d’un succès assez relatif, ce dispositif reste à la mode dans les décennies suivantes au sein des états-majors. Aux États-Unis, l’amiral Daniel Ammen se fait l’avocat de petits navires rapides destinés principalement à l’éperonnage afin de défendre les ports, bien que les Français aient déjà expérimenté cette technique avec des résultats décevants.
L’United States Navy se décide finalement en 1889 à construire un navire bélier, alors que le concept est en passe d’être démodé : la capacité de manœuvre des navires contemporains et la diffusion des canons à tir rapide rendent en effet non seulement la manœuvre assez peu efficace, mais également plutôt suicidaire. Les Américains se basent sur le HMS Polyphemus, un navire britannique lancé en 1881, mais qui est avant-tout un torpilleur, dont l’éperon ne constitue qu’un armement secondaire, et non l’armement principal.
Du fait de retards, le Katahdin, nommé d’après la montagne du même nom et construit aux chantiers navals Bath Iron Works de Bath dans le Maine, n’est lancé qu’en 1893 et achevé qu’en 1895. Non seulement son concept est à cette date totalement obsolète, mais le navire offre en outre de mauvaises performances. La manœuvrabilité est en effet médiocre, la vitesse insuffisante, les canons avant inutilisables quand le navire avance vite et le confort à bord exécrable.
Signe de son inutilité, plusieurs années passent avant qu’il ne soit mis en service au moment de la guerre hispano-américaine en 1898. Il reste néanmoins cantonné à la défense de la côte américaine est n’est jamais utilisé au combat, en dépit des appels de la presse à l’utiliser contre la flotte espagnole. Finalement, le Katahdin est retiré du service en 1909 et coulé peu de temps après en servant de cible d’entraînement.

## Caractéristiques
Conçu autour de son éperon, le Katahdin est particulièrement bas sur l’eau. Cette disposition n’est pas sans créer des problèmes, en particulier il est pratiquement submergé par la vague d’étrave dès qu’il accélère quelque peu, rendant les canons inutilisables et de manière générale la présence sur le pont dangereuse pour les marins. Du fait de cette conception, tous les compartiments se trouvent également sous le pont, ce qui se traduit par des conditions de vide difficiles pour les 97 homme d’équipage : les hommes sont entassés les uns sur les autres, avec souvent des températures excessives et un manque d’air dû à une mauvaise ventilation.
Alors que le cahier des charges spécifie une vitesse de 17 kn, la chaudière de 4 800 ihp du Katahdin, n’a jamais réussi à le faire dépasser 16 kn, même en la poussant à 5 068 ihp lors des essais. En outre le navire est peu manœuvrable, ce qui permet facilement à ses cibles d’échapper à l’éperonnage. Par ailleurs, alors que la plupart des navires béliers ont également été dotés de tubes lance-torpilles, l’armement principal du Katahdin est son éperon, avec seulement quatre canons de six livres en armement secondaire, ce qui le rend peu versatile.